# Резутано
Резута̀но (на италиански: Resuttano, на сицилиански Resuttanu, Резутану) е село и община в Южна Италия, провинция Калтанисета, автономен регион и остров Сицилия. Разположено е на 600 m надморска височина. Населението на общината е 2150 души (към 2012 г.).